# Aichtal
Aichtal är en stad i Landkreis Esslingen i regionen Stuttgart i Regierungsbezirk Stuttgart i förbundslandet Baden-Württemberg i Tyskland.
Den nya staden Grötzingen bildades 1 januari 1975 genom en sammanslagning av staden Grötzingen och kommunerna Aich och Neuenhaus. Namnet ändrades 1 augusti 1978 till det nuvarande.